# Carolyn Jones
Carolyn Sue Jones (Amarillo, 28 april 1930 – West Hollywood, 3 augustus 1983) was een Amerikaans actrice.

## Biografie
Jones' ouders vernoemden haar naar actrice Carole Lombard. In 1934 liet haar vader de familie in de steek. Als kind hield Jones al van films. Ze was echter het merendeel van de tijd te ziek om naar de bioscoop te gaan, aangezien ze leed aan een ernstige vorm van astma.
In 1947 werd Jones, met het geld van haar grootvader, lid van het theater Pasadena Playhouse, gelegen in Californië. Hier kreeg ze in 1950 haar diploma. Na een makeover bemachtigde ze een contract bij Paramount Pictures. In deze periode speelde ze kleine rollen in verschillende films. Paramount leed echter onder de impact van de televisie en besloot haar na zes maanden te laten gaan. In deze tijd leerde ze wel Aaron Spelling kennen. Ze trouwden in 1953.
Jones brak door in 1953, met een bijrol in de horrorfilm House of Wax. Jones werd gevraagd voor de rol van Alma Burke in From Here to Eternity (1953). De rol ging naar Donna Reed toen Jones last kreeg van een longontsteking. Ze was wel in staat om mee te werken aan de sciencefictionfilm Invasion of the Body Snatchers (1956). Haar echtgenoot Spelling had minder succes. Jones raadde hem aan om, in plaats van acteur, schrijver te worden. Hij volgde haar advies en groeide uit tot een van de succesvolste televisieproducers.
In de periode dat ze werkte aan de film The Bachelor Party (1957), liet Jones haar haar kort knippen en zwart verven. Voor haar rol in de film, werd ze genomineerd voor een Academy Award voor Beste Vrouwelijke Bijrol. Ze speelde in het volgende jaar tegenover Elvis Presley in King Creole (1958) en was te zien als het vriendinnetje van Frank Sinatra in Frank Capra's A Hole in the Head. In 1959 kreeg ze een rol in Last Train from Gun Hill.
In 1963 gingen Jones en Spelling uit elkaar. De scheiding was rond in 1964. Ze vroeg geen alimentatie en de twee bleven goede vrienden. In hetzelfde jaar kreeg ze de rol van Morticia Addams in de komedieserie The Addams Family. Ze speelde de echtgenote van acteur John Astin en droeg een donkere pruik om haar blonde haar te verbergen. De serie werd een groot succes en bereikte ook Nederland en België. Desondanks kwam er na drie seizoenen een eind aan. Voor haar rol werd ze genomineerd voor een Golden Globe.
Het publiek bleef haar na de stopzetting zien als Morticia, waardoor Jones moeite had rollen te krijgen. Haar carrière belandde in een neerwaartse spiraal. Ze trouwde met haar stemcoach Herbert S. Greene. Greene werd in de filmindustrie niet gerespecteerd en hij probeerde Jones te overtuigen met pensioen te gaan om in Palm Springs te wonen. Dit deed ze en op die manier verloor ze contact met het merendeel van haar vrienden. Na zeven jaren met hem getrouwd te zijn geweest, keerde ze terug naar Hollywood.
Bij haar comeback kreeg ze een rol in de horrorfilm Eaten Alive (1977) en maakte gastverschijningen in series als The Love Boat, Quincy, M.E. en Fantasy Island. In 1982 kreeg ze de rol van Myrna Clegg in de soapserie Capitol. Ze kreeg tijdens de loop van de serie echter darmkanker en belandde in een rolstoel. Haar chemotherapie bracht geen wonderen en de actrice overleed in 1983 in haar huis in West Hollywood. Ze werd 53 jaar oud.

## Filmografie
- Biblioteca Nacional de España: XX1118254
- Bibliothèque nationale de France: cb141911039 (data)
- Gemeinsame Normdatei: 137109962
- International Standard Name Identifier: 0000 0001 1764 0061
- Library of Congress Control Number: n95075142
- MusicBrainz: 2dab1327-ee42-43bb-a63c-f3eb27639b5f
- Nationale Bibliotheek van Tsjechië: xx0211192
- Nationale Bibliotheek van Israël: 987008729196605171
- Nationale Bibliotheek van Polen: a0000002446566
- Nederlandse Thesaurus van Auteursnamen: 088849899
- Istituto Centrale per il Catalogo Unico: UBOV045050
- SNAC: w64b5j2x
- Système universitaire de documentation: 168121360
- Virtual International Authority File: 54357515
- WorldCat: E39PBJfMfcmrmBMCQ6JHhxTJXd